# Gare de Plouigneau
Gare de Plouigneau – przystanek kolejowy w Plouigneau, w departamencie Finistère, w regionie Bretania, we Francji.
Został otwarty w 1865 przez Compagnie des chemins de fer de l'Ouest. Jest przystankiem kolejowy Société nationale des chemins de fer français (SNCF), obsługiwanym przez pociągi regionalne TER Bretagne.